# Dänischer Fußballpokal 1968/69
Der Dänische Fußballpokal 1968/69 war die 15. Austragung des dänischen Pokalwettbewerbs der Männer. Er wurde vom dänischen Fußballverband ausgetragen. Das Finale fand traditionell am Himmelfahrtstag (15. Mai 1969) im Københavns Idrætspark von Kopenhagen statt. Pokalsieger wurde Kjøbenhavns Boldklub, der sich im Finale gegen BK Frem Kopenhagen durchsetzte.
Alle Begegnungen wurden in einem Spiel ausgetragen. Bei unentschiedenem Ausgang wurde zur Ermittlung des Siegers eine Verlängerung gespielt. Stand danach kein Sieger fest, folgte ein Elfmeterschießen. Ab dem Halbfinale wurde bei einem Remis das Spiel wiederholt.

## 1. Runde
Es nahmen 56 Mannschaften von der dritten Klasse abwärts teil.

## 2. Runde
Teilnehmer waren die 28 Sieger der ersten Runde und die zwölf Vereine aus der 2. Division 1968.
|                        | Ergebnis |                    |
| ---------------------- | -------- | ------------------ |
| Auning IF              | 1:8      | Randers SK Freja   |
| B 1903 Kopenhagen      | 3:2      | Aabenraa BK        |
| B 47 Esbjerg           | 0:2      | Jyderup BK         |
| BK Fremad Valby        | 2:4      | Viborg FF          |
| Grenaa IF              | 1:4      | Næstved IF         |
| Gentofte-Vangede IF    | 0:2      | Odense KFUM        |
| Herlev IF              | 2:1      | IF Fuglebakken     |
| Glostrup IF 32         | 8:2      | Lindholm IF        |
| Ikast FS               | 1:2      | Frederiksberg BK   |
| Lyngby BK              | 1:0      | Fremad Amager      |
| Nyborg G&IF            | 3:0      | Kolding IF         |
| Silkeborg IF           | 3:1      | Holbæk B&I         |
| IK Skovbakken          | 1:2      | B 1901 Nykøbing    |
| Slagelse B&I           | 1:5      | Brønshøj BK        |
| Store Merløse IF       | 3:4      | Vanløse IF         |
| Søllerød BK            | 2:3      | Køge BK            |
| Thisted FC             | 4:1      | BK Frem Sakskøbing |
| Vejle FC               | 1:2      | Taastrup FC        |
| Vorup Frederiksberg BK | 1:0      | B.93 Kopenhagen    |
| Aalestrup IF           | 3:8      | Frederikshavn fI   |

## 3. Runde
Teilnehmer: Die 20 Sieger der zweiten Runde und die zwölf Vereine aus der 1. Division 1968.
|                      | Ergebnis  |                        |
| -------------------- | --------- | ---------------------- |
| AB Gladsaxe          | 3:1       | Odense BK              |
| B 1901 Nykøbing      | 1:2       | Køge BK                |
| B 1903 Kopenhagen    | 3:2 n. V. | Brønshøj BK            |
| B 1909 Odense        | 2:5       | B 1913 Odense          |
| Frederiksberg BK     | 0:4       | Esbjerg fB             |
| BK Frem Kopenhagen   | 7:3       | Randers SK Freja       |
| Herlev IF            | 0:5       | Aarhus GF              |
| Horsens fS           | 4:2       | Thisted FC             |
| Hvidovre IF          | 1:5       | Vejle BK               |
| Jyderup BK           | 3:6       | Silkeborg IF           |
| Kjøbenhavns Boldklub | 3:1       | Glostrup IF 32         |
| Lyngby BK            | 5:0       | Vorup Frederiksberg BK |
| Næstved IF           | 3:0       | Nyborg G&IF            |
| Odense KFUM          | 0:5       | Aalborg BK             |
| Taastrup FC          | 4:1       | Vanløse IF             |
| Viborg FF            | 2:3       | Frederikshavn fI       |

## 4. Runde
Teilnehmer: Die 16 Sieger der dritten Runde.
|                      | Ergebnis |                   |
| -------------------- | -------- | ----------------- |
| Aarhus GF            | 1:5      | Frederikshavn fI  |
| B 1913 Odense        | 1:2      | AB Gladsaxe       |
| Esbjerg fB           | 0:4      | Aalborg BK        |
| BK Frem Kopenhagen   | 3:2      | Horsens fS        |
| Kjøbenhavns Boldklub | 3:0      | Taastrup FC       |
| Lyngby BK            | 1:2      | B 1903 Kopenhagen |
| Silkeborg IF         | 0:1      | Køge BK           |
| Vejle BK             | 3:0      | Næstved IF        |

## Viertelfinale
|                      | Ergebnis |                   |
| -------------------- | -------- | ----------------- |
| BK Frem Kopenhagen   | 2:1      | AB Gladsaxe       |
| Kjøbenhavns Boldklub | 1:0      | Køge BK           |
| Vejle BK             | 0:2      | B 1903 Kopenhagen |
| Aalborg BK           | 1:0      | Frederikshavn fI  |

## Halbfinale
|                    | Ergebnis  |                      |
| ------------------ | --------- | -------------------- |
| BK Frem Kopenhagen | 3:1 n. V. | B 1903 Kopenhagen    |
| Aalborg BK         | 0:1 n. V. | Kjøbenhavns Boldklub |

## Finale
| Paarung              | Kjøbenhavns Boldklub – BK Frem Kopenhagen |
| Ergebnis             | 3:0 (1:0) |
| Datum                | 15. Mai 1969 |
| Stadion              | Københavns Idrætspark, Kopenhagen |
| Zuschauer            | 18.500 |
| Schiedsrichter       | Kaj Rasmussen |
| Tore                 | 1:0 Kurt Præst (15.) 2:0 Karl Aage Skouborg (55.) 3:0 Niels-Christian Holmstrøm (71.) |
| Kjøbenhavns Boldklub | Nils Jensen – Tommy Jørgensen, Flemming Pedersen, Jørgen Ravn, Henning Helbrandt – Niels Møller, Kurt Præst, Ole Sørensen – Niels-Christian Holmstrøm, Karl Aage Skouborg, Bengt Christensen. Cheftrainer: Arne Sørensen |
| BK Frem Kopenhagen   | Curlei Nielsen – Hardy Hansen, Flemming Ahlberg, Palle Stegler, Birger Larsen – Finn Bøje, Leif Nielsen, Henning Hansen – Jørn Jeppesen, Dennis Nielsen, Leif Printzlau. Cheftrainer: Ivan Jessen                        |